# Fontanars dels Alforins
Fontanars dels Alforins (spanisch Fontanares) ist eine Gemeinde mit 947 Einwohnern (Stand: 2024) in der spanischen Provinz Valencia. Sie befindet sich in der Comarca Vall d’Albaida. Die Gemeinde wurde 1927 eigenständig.

## Geografie
Fontanars dels Alforins liegt etwa 75 Kilometer südsüdwestlich von Valencia in einer Höhe von ca. 630 m im Valle de los Alhorines. 

## Demografie
| 1930 | 1950 | 1970 | 1981 | 1991 | 2001 | 2011 | 2021 |
| ---- | ---- | ---- | ---- | ---- | ---- | ---- | ---- |
| 1246 | 1279 | 1125 | 1017 | 948  | 968  | 1036 | 959  |

## Sehenswürdigkeiten
- Kirche Mariä Rosenkranz (Iglesia de la Virgen del Rosario)

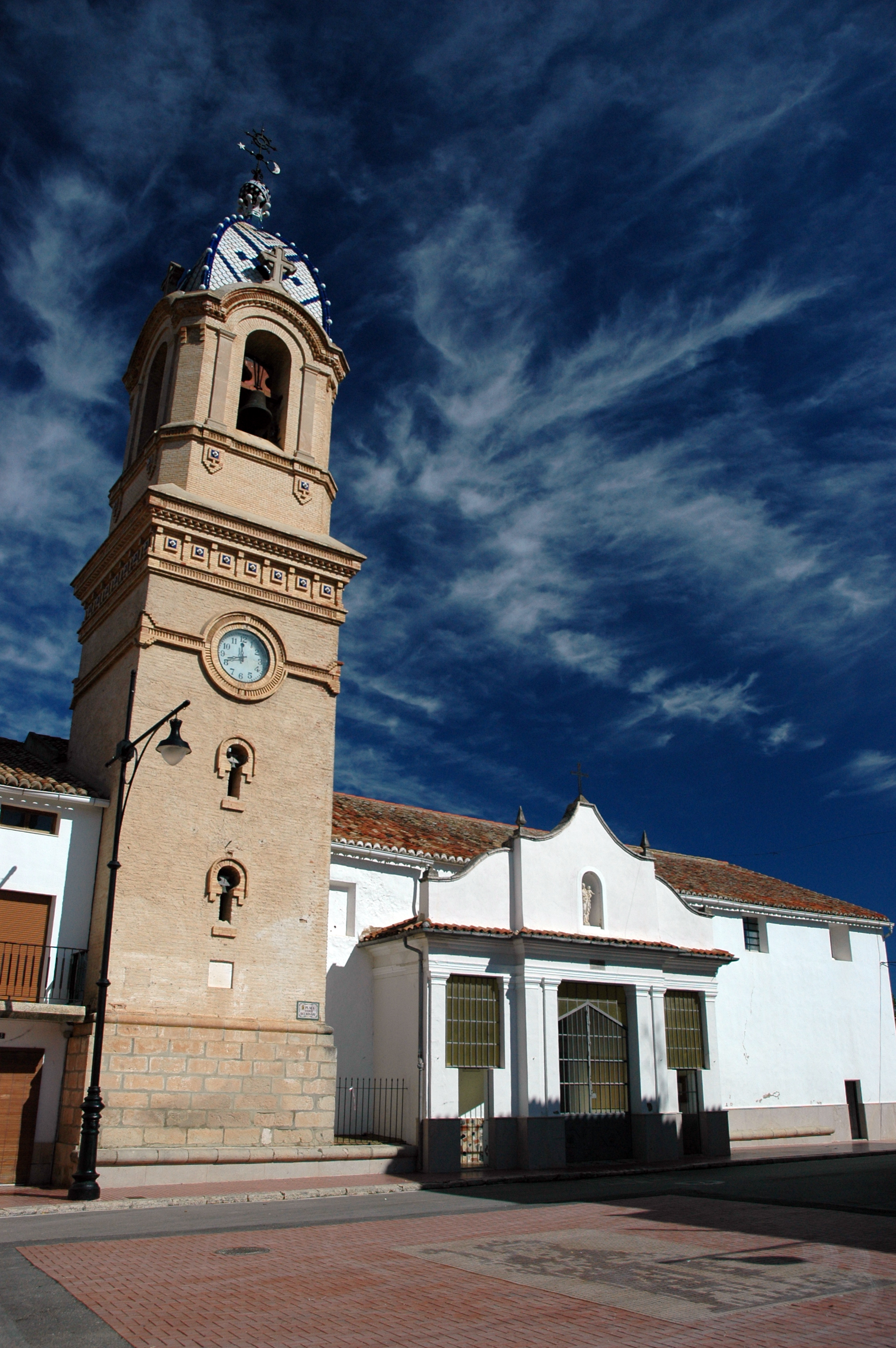
Kirche Mariä Rosenkranz
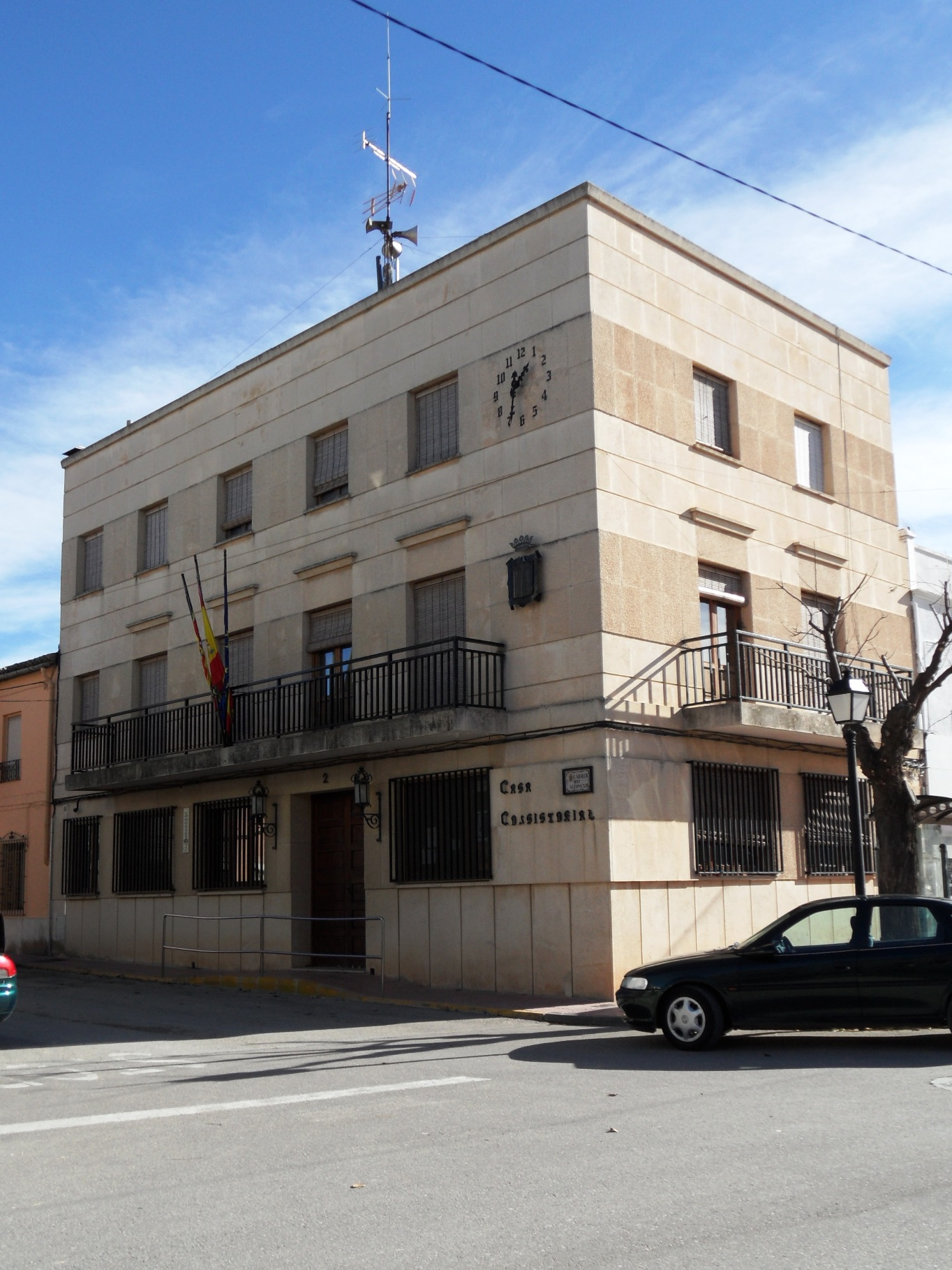
Rathaus